# Anorrhinus
Anorrhinus je rod zoborožců, který zahrnuje tři druhy převážně z jihovýchodní Asie, částečně i z jihovýchodní Číny a severovýchodní Indie. Podle analýzy molekulární DNA utváří Anorrhinus sesterský klad k rodům Anthracoceros a Ocyceros. Bazální zástupcem rodu Anorrhinus je zoborožec hnědý (A. tickelli). Do rodu Anorrhinus se řadí tyto druhy s následujícím rozšířením:
| Obrázek | Vědecké jméno        | Běžné jméno          | Areál rozšíření                                                 |
| ------- | -------------------- | -------------------- | --------------------------------------------------------------- |
|         | Anorrhinus austeni   | Zoborožec Austenův   | Od severovýchodní Indie do jižního Vietnamu a severního Thajska |
|         | Anorrhinus tickelli  | Zoborožec hnědý      | Myanmar, západní Thajsko                                        |
|         | Anorrhinus galeritus | Zoborožec chocholatý | Malajský poloostrov, Borneo, Sumatra                            |